# Thanakkankulam
Thanakkankulam es una  ciudad censal situada en el distrito de Madurai en el estado de Tamil Nadu (India). Su población es de 14328 habitantes (2011). Se encuentra a 10 km de Madurai.

## Demografía
Según el censo de 2011 la población de Thanakkankulam era de 14328 habitantes, de los cuales 7171 eran hombres y 7157 eran mujeres. Thanakkankulam tiene una tasa media de alfabetización del 86,38%, superior a la media estatal del 80,09%: la alfabetización masculina es del 91,55%, y la alfabetización femenina del 81,19%.